# Platypterygius
Il platipterigio (gen. Platypterygius) era un rettile marino estinto, appartenente agli ittiosauri. Visse tra la fine del Cretaceo inferiore e l'inizio del Cretaceo superiore (105 – 95 milioni di anni fa). I suoi resti sono stati ritrovati in gran parte del mondo (Nordamerica, Europa, Russia, e Australia) ed è considerato l'ultimo ittiosauro conosciuto.

## Descrizione
Il platipterigio era un animale piuttosto grande, che poteva superare la lunghezza di 7 metri. Come molti ittiosauri, questo animale doveva assomigliare molto a un delfino. Il corpo era allungato e fornito di quattro zampe trasformate in pinne, di cui le anteriori erano le più lunghe. Il cranio era fornito di un notevole rostro allungato, dotato di numerosi denti acuminati. La coda era biforcuta, simile a quella di un tonno. Le pinne anteriori erano molto allungate e decisamente larghe, le più larghe conosciute per un ittiosauro, ed erano dotate di numerose dita aggiuntive (condizione di polidattilia) fuse a formare la pagaia.

## Classificazione
Questo animale è l'ultimo ittiosauro noto; i resti più recenti risalgono a circa 94 milioni di anni fa e provengono dalla Baviera (Germania). Nonostante fosse l'ultimo ittiosauro a comparire, il platipterigio aveva un aspetto vagamente primitivo, non troppo dissimile dai giganti giurassici come Temnodontosaurus. È comunque classificato nella famiglia degli oftalmosauridi (Ophthalmosauridae). Sono note numerose specie di questo animale, ma le più note sono Platypterygius longmani dell'Australia e P. americanus del Nordamerica.

## Stile di vita
Questo animale doveva essere un predatore di tutto rispetto, e numerose sue caratteristiche lo denotano come specializzato nell'inseguimento di prede veloci. La coda biforcuta, ad esempio, doveva essere usata per la propulsione mentre le pinne anteriori dalla base stretta erano probabilmente usate per cambiare repentinamente direzione e imprimere ulteriore forza al nuoto. Le piccole pinne posteriori, invece, erano forse usate come stabilizzatori aggiuntivi, in un modo molto simile alle pinne pelviche degli squali odierni.